# تانر تومسون
تانر تومسون (بالإنجليزية: Tanner Thompson)‏ (12 أغسطس 1994 في الولايات المتحدة - ) هو لاعب كرة قدم أمريكي في مركز الوسط.

## وصلات خارجية
- تانر تومسون على موقع قاعدة بيانات كرة القدم.إي يو (الإنجليزية)